# The Sin Flood
Pour plus de détails, voir Fiche technique et Distribution.
The Sin Flood est un film muet américain réalisé par Frank Lloyd et sorti en 1922.

## Fiche technique
- Titre : The Sin Flood
- Réalisation : Frank Lloyd
- Scénario : J.G. Hawks, d'après une pièce de Frank Allen et Henning Berger
- Chef opérateur : Norbert Brodine
- Assistant-réalisateur : Harry Weil
- Production : Goldwyn Pictures Corporation
- Genre : Film dramatique
- Durée : 70 minutes
- Dates de sortie :
  - États-Unis : 12 novembre 1922

## Distribution
- Richard Dix : Bill Bear
- Helene Chadwick : Poppy
- John Steppling : Swift
- Ralph Lewis : Fraser
- Howard Davies : Sharpe
- Will Walling : Stratton
- William Orlamond : Nordling
- Darwin Karr : Charlie
- Otto Hoffman : Higgins
- Louis King : Drunk
- James Kirkwood Sr.